# Esquema de los estudios del futuro
El siguiente esquema se proporciona como una descripción general y una guía temática para los estudios del futuro: 
Los estudios del futuro (también llamados futurología) – son investigaciones sobre futuros posibles, probables y preferibles, así como las cosmovisiones y los mitos que subyacen. Existe un debate sobre si esta disciplina es un arte o una ciencia. En general, puede considerarse como una rama de las ciencias sociales y paralela al campo de la historia.   
La historia estudia el pasado, los estudios del futuro consideran el futuro. Los estudios del futuros (coloquialmente llamados " futuros" por muchos de los profesionales del campo) buscan comprender qué es probable que continúe y qué podría cambiar de manera plausible. Por lo tanto, parte de la disciplina busca una comprensión sistemática y basada en patrones del pasado y el presente, y para determinar la probabilidad de eventos y tendencias futuras. 

## Conceptos generales
- 15 desafíos globales
- Acelerando el cambio
- Futurismo accionable
- Agenteización
- Cálculo de la precisión del pronóstico de la demanda
- Las tres leyes de Clarke
- Planificación Colaborativa, Previsión y Reposición
- Análisis en capas causales
- Buena caza
- Biblioteca digital
- Tecnologías emergentes
  - Lista de tecnologías emergentes
- Fin de la civilización
- Escatología
- Pronóstico
- Previsión
- Futuro
- Desarrollo energético futuro
- Proyecto de Conciencia Global
- Teoría del pico de Hubbert
- Ancho de banda infinito de cero latencia
- Futuros integrales
- Escala de Kardashov
- Potencial impacto cultural del contacto extraterrestre.
- Ola Kondratiev
- Catástrofe maltusiana
- Memética - Mapping MentorshipART Memes
  - 2010: AVATARS multimedia (Discusión)
  - DIKW - Harlan Cleveland
  - FMEA : Análisis modal de fallos y efectos.
  - GDSS: Sistemas de apoyo a la decisión del grupo.
  - Interdependencia
    - Análisis de redes sociales - thinkLets
    - Marcos de apoyo de decisión StoryTech

  - Involución (esoterismo) (pensamiento anticipatorio)
- La ley de Moore
- Análisis morfológico
- Neo-futurismo
- Futuros normativos
- Punto omega
- Sesgo de optimismo
- Fase planetaria de la civilización.
- Planificación
- Predicción
- Mercado de predicción
- Futuros preferidos
- Psicohistoria (ficticia)
- Carrera del futuro
- Pronóstico por clase de referencia
- Riesgos para la civilización, los humanos y el planeta tierra.
- Análisis de escenarios
- Estado del futuro
- Previsión estratégica
- Teoría de sistemas
- Singularidad tecnológica
- Tecnología
- Previsión tecnológica
- Teoría de las restricciones
- Experimento mental
- Cronología del futuro en previsiones.
- Transhumanismo
- Doce puntos de apalancamiento
- El destino final del universo.

## Técnicas del futuro
- Pensamiento anticipatorio
- Análisis de capas causales (CLA)
- Escaneo del medio ambiente
- Método de escenarios
- Método Delphi
- Historia futura
- Vigilancia
- Backcasting (eco-historia)
- Análisis de impacto cruzado
- Talleres de futuros
- Análisis modal de Fallos y Efectos
- Rueda de futuros
- Mapa de ruta de la tecnología
- Análisis de redes sociales
- Ingeniería de Sistemas
- Análisis de tendencia
- Análisis morfológico
- Previsión tecnológica
- Teoría U

## Organizaciones
- The Academy for Futures Studies
- The Arlington Institute
- Association of Professional Futurists
- Australia Foresight Institute
- Australian Futures Foundation
- Bakken Museum
- Club de Ámsterdam
- Club de Roma
- Copenhagen Institute for Futures Studies
- Finland Futures Academy
- Foundation For the Future
- Future of Humanity Institute
- Future of Life Institute
- The Futures Academy
- Futures Group International (formerly part of GRM Futures Group, now part of Palladium International)
- Futures Research Committee of Hungarian Academy of Sciences
- Futures Research Centre
- Futures Studies Department
- Futuribles,[1]
- Global Business Network
- Global Change Ltd
- Global Scenario Group
- Global Scenario Group
- Hawaii Research Center for Futures Studies
- Hudson Institute
- Institute for Futures Research
- Institute for the Future
- International Institute of Forecasters
- Long Now Foundation
- Kjaer Global Ltd (Anne Lise Kjaer)
- Laboratory for Investigation in Prospective Strategy and Organization
- Mankind 2000
- Moroccan Association of Future Studies
- NASA Institute for Advanced Concepts
- Naval Postgraduate School
- Pakistan Futuristics Institute
- RAND Corporation
- Devi Ahilya University
- Shaping Tomorrow
- Strategic Business Insights, Inc.
- Swedish Morphological Society
- Tellus Institute
- The Millennium Project
- UK Futures Analysts Network
- World Future Society
- World Futures Studies Federation

### Centros de investigación
- Copenhagen Institute for Futures Studies
- Futures Studies Department, Corvinus University of Budapest
- Futures Research Committee of Hungarian Academy of Sciences[2]
- Finland Futures Research Centre, Turku School of Economics and Business Administration
- Foresight and Futurology Unit, a BT Group think tank
- Hawaii Research Center for Futures Studies, University of Hawai`i at Mānoa
- Institute for Alternative Futures, Alexandria, Virginia
- Institute for the Future, Palo Alto, California
- Laboratory for Investigation in Prospective Strategy and Organization, CNAM Paris[3]
- National Intelligence Council, Office of the Director of National Intelligence, Washington D. C.,[4]
- Tellus Institute, Boston MA
- UK Horizon Scanning Centre, London[5]
- The Futures Academy, Instituto de Tecnología de Dublín, Irlanda
- SUBITO! Research Futures, Europe/Norway[6]
- Zukunftsinstitut, Europe/Germany[7]
- proGective, Europe/France[8]
- World Futures Studies Federation, world[9]
- Institute for Futures Studies and Technology Assessment, Europe/Germany[10]
- Future-Institute, Europe/Germany[11]

### Programas académicos
- Australia: Universidad católica australiana
- Australia: Swinburne University of Technology
- Argentina: Universidad Nacional de La Plata[12]
- Australia: Curtin University of Technology[13]
- Australia: Universidad de la Costa del Sol
- Canadá: Futurismos , Universidad OCAD[14]
- Colombia: Universidad Externado de Colombia[15]
- Colombia: Uniandes[16]
- República Checa: Universidad Charles de Praga
- Finlandia: Finlandia Futures Academy , FFRC, Turku School of Economics and Business Administration[17]
- Francia: CNAM / LIPSOR[18]
- Alemania: Institut für Zukunftsforschung und Technologiebewertung, Berlín
- Hungría: Universidad Corvinus de Budapest[19]
- India: Universidad Devi Ahilya  [M. Tecnología  Estudios y Planificación de Futuros]
- India: Universidad de Kerala[20]
- Italia: Universidad Gregoriana[21]
- México: Instituto Tecnológico de Monterrey[22]
- Pakistán: Instituto de Futurística de Pakistán
- Rumania: Babeș-Bolyai University
- Rusia: Universidad Estatal de Moscú
- Sudáfrica: Universidad de Stellenbosch[23]
- Corea del Sur: Instituto Superior de Ciencia y Tecnología de Corea
- Taiwán: Universidad de Tamkang[24]
- Taiwán: Universidad de Fo Guang[25]
- Estados Unidos: Opciones globales[26][27]
- Estados Unidos: Universidad de Hawái[28]
- EE. UU.: Universidad de Houston[29] programa de titulación de futuros más antiguo del mundo.
- EE. UU.: Stanford University ,[30] un programa que parece crítico y normativo debido a su trabajo con futuristas y diseñadores.
- EE. UU.: Regent University[31]

## Futurólogos
- Alex Steffen
- Alvin Toffler
- Anne Lise Kjaer
- Arthur C. Clarke[32]
- Arthur Harkins[33]
- Aurelio Peccei
- Bertrand deJouvenel
- Bill Joy
- Bruce Sterling
- Charles Babbage
- Clem Bezold
- Daniel Bell
- Danila Medvedev
- David Passig[34]
- Earl Bakken
- Edgar Morin
- Edward Cornish[35]
- Erich Jantsch
- Fabienne Goux-Baudiment[36]
- Frank Feather[37]
- Fred Polak
- Gaston Berger
- Gerard O'Neill
- Grace Hopper
- Harlan Cleveland
- Hazel Henderson
- Herman Kahn
- Homer A. McCrerey
- Hugo de Garis
- Irma Wyman
- Jacque Fresco
- James Burke
- James Martin
- Jaron Lanier
- Jeff Cornish[38]
- Jeremy Rifkin
- James Dator
- Joel A. Barker[39]
- John Brunner (novelist)[40]
- John McHale
- John Naisbitt
- John Tomsyck[41]
- John Zerzan
- Joseph Voros[42]
- Kevin Warwick
- Kim Stanley Robinson
- Kirit Parikh
- Mahdi ElMandjra
- Max More
- Michael E. Arth
- Michael Walzer
- Natasha Vita-More
- P. Alexandré Gagne[43]
- Patrick Dixon
- Paul Raskin
- Paul Saffo
- Peter C. Bishop
- Peter Schwartz
- Ray Kurzweil
- Retzbach Roman[44]
- Richard A. Slaughter
- Richard Lamb[45]
- Robert A. Heinlein
- Robert Anton Wilson
- Robert Heilbroner
- Robert Jungk
- Robert Prechter
- Scott W. Erickson[46]
- Sohail Inayatullah[47]
- Stephen Hawking[48][49]
- Stewart Brand
- Strauss and Howe
- Stanislaw Lem
- Thorkil Kristensen
- Wendell Bell
- Willis Harman

## Publicaciones

### Libros
- La era de las máquinas espirituales : cuando las computadoras superan la inteligencia humana
- Un mundo feliz
- El Manifiesto Comunista
- Frecuencias futuras Archivado el 7 de enero de 2008 en Wayback Machine.
- Primitiva de futuro
- El shock del futuro
- Futurewise
- Gran transición: la promesa y el atractivo de los tiempos por venir
- Los límites del crecimiento
- Cambio de macro
- Nuestra hora final
- Phoenix: un cuento del futuro
- La venganza de gaia
- La singularidad está cerca: cuando los humanos trascienden la biología
- El ecologista escéptico
- La tercera ola, Alvin Toffler
- Visiones del futuro en el siglo pasado
- Analizando y modelando el desarrollo global
- Física de lo imposible
- Física del futuro: cómo la ciencia moldeará el destino humano y nuestras vidas diarias para el año 2100

### Periódicos y monografías
- European Journal of Futures Research[50]
- Five Regions of the Future[51]
- Forecasting
- Foresight[52]
- FutureOrientation[53]
- Future Orientation Index
- Future Survey
- Futures
- Futures Research Quarterly[54]
- Futuribles
- <i id="mwAes">Futurics</i>[55]
- <i id="mwAe4">Futurist</i>[56]
- GTI Paper Series
- Integral Futures[57]
- International Journal of Forecasting[58]
- International Review of Strategic Management[59]
- Journal of Futures Studies[60]
- Long Range Planning[61]
- State of the Future
- Technological Forecasting and Social Change
- WFSF Bulletin[62]
- Publicaciones sobre Prospectiva de Global Strategy - Universidad de Granada[63]